# Finalkasus
Finalkasus (även finalis eller final) är ett grammatiskt kasus som anger slutgiltig orsak ("för ett hus"). Kasuset förekom tidigare i semitiska språk, men alla förlorade det. I arabiska markeras substantiv i sådant läge med ackusativ (exempelvis ǧadda ṭalaban li-l-ʼaǧri, "han arbetade hårt till förmån för belöningen").